# Sphenocichla
Sphenocichla is een geslacht van zangvogels uit de familie timalia's (Timaliidae). Ze lijken sterk op de sluiptimalia's, maar ze zijn veel groter en hebben een rechte, wig- of kegelvormige snavel. Net als de andere soorten uit deze familie, foerageren ze op de grond of in dichte ondergroei.

## Soorten
Het geslacht kent de volgende soorten:
- Sphenocichla humei (Westelijke wigsnaveltimalia)
- Sphenocichla roberti (Oostelijke wigsnaveltimalia)